# 萬卡拉內山 (帕爾卡區)
15°22′44″S 70°33′04″W / 15.37889°S 70.55111°W
萬卡拉內山（Wankarani），是秘魯的山峰，位於該國東南部普諾大區，由蘭帕省的帕爾卡區負責管轄，屬於安地斯山脈的一部分，海拔高度4,800米。